# Peter MacDonald (diretor)
Peter MacDonald (20 de junho de 1939) é um diretor de cinema, diretor de fotografia e produtor inglês de Londres, na Inglaterra. Um prolífico diretor de segunda unidade, MacDonald trabalhou em vários sucessos de bilheteria de Hollywood, incluindo Guardiões da Galáxia, O Ultimato Bourne, Harry Potter e o Prisioneiro de Azkaban e O Império Contra-Ataca.
Como produtor, ele participou de Legionário, um filme de aventura da Legião Estrangeira ao lado de Jean-Claude Van Damme.

## Carreira
Iniciando sua carreira no departamento de câmeras, MacDonald posteriormente passou 10 anos como operador de câmera do renomado diretor de fotografia Geoffrey Unsworth, trabalhando em filmes como Superman, O Retorno da Pantera Cor de Rosa, Assassinato no Expresso do Oriente e Cabaré. Após a morte de Unsworth em 1978, MacDonald trabalhou cada vez mais como diretor de segunda unidade e também como diretor de fotografia.
A estreia de MacDonald como diretor, Rambo III, aconteceu em um prazo extremamente curto. "Comecei sem qualquer preparação", explicou ele em uma entrevista, "porque Russell Mulcahy [diretor original de Rambo III ] saiu depois de duas semanas, então entrei totalmente mal preparado - eu estava dirigindo a segunda unidade no Literalmente, um dia antes de deixar a América para começar Rambo III, eu tinha terminado de fotografar um filme, Shag, na América; vim para Israel, pensando que faria uma segunda unidade na qual poderia entrar lentamente, e dentro de uma semana ou dois eu estava dirigindo um dos filmes mais caros já feitos." Desde então, MacDonald dirigiu outras produções, incluindo The NeverEnding Story III e a minissérie de televisão The Monkey King (também conhecida como The Lost Empire).
Em 1998, foi produtor e diretor do filme Legionário ao lado de Jean-Claude Van Damme. O filme retratou a Legião Estrangeira Francesa na sua era clássica no início do século XX, uma experiência a qual o diretor assim descreveu:
O filme foi rodado no Marrocos e senti que fizemos um filme muito honesto. Fui a Paris e conheci dois verdadeiros legionários. Um deles estava na casa dos oitenta; ele era um homem maravilhoso, um dos mais interessantes que já conheci na minha vida. Aprendi o que era a Legião. Não era nada como eu já tinha visto antes. Todos eram iguais. Todos caminhavam pelo deserto com a mesma quantidade de comida e bebida. Não havia tratamento preferencial. Havia uma grande camaradagem entre todos eles. Tentei incluir tudo isso no filme e acho que conseguimos. Tínhamos um elenco muito bom e terminamos dentro do prazo. As atuações foram muito boas – é um filme do qual me orgulho.
Em 2016, MacDonald foi contratado para dirigir refilmagens durante a pós-produção de Rogue One: A Star Wars Story.
MacDonald atualmente trabalha com mais frequência como diretor de segunda unidade. Ele disse sobre essa função: "A coisa mais importante sobre qualquer segunda unidade é que você não consegue diferenciar a segunda unidade da primeira unidade. Deve ter a marca da primeira unidade, tanto na fotografia quanto no estilo de direção. É por isso que, quando faço a segunda unidade, sempre fotografo e dirijo, então você tenta copiar o que a primeira unidade faz o máximo possível. Você não deve estar em uma viagem de ego e tentar fazer seu próprio estilo, porque o seu material tem que cortar o deles e não deve chocar, deve caber exatamente para que ninguém possa notar a diferença." MacDonald dirigiu a segunda unidade de filmes como X-Men Origins: Wolverine, O Ultimato Bourne, Harry Potter e o Cálice de Fogo, Batman (1989) e Cry Freedom.

## Filmografia selecionada

### Como diretor
| Ano  | Filme                                      | Notas                                   |
| ---- | ------------------------------------------ | --------------------------------------- |
| 1988 | Rambo III                                  |                                         |
| 1992 | Mo' Money                                  |                                         |
| 1993 | As Crônicas do Jovem Indiana Jones         | Episódio: "O Trem Fantasma da Perdição" |
| 1994 | A História Sem Fim III: Retorno à Fantasia |                                         |
| 1996 | Contos da Cripta                           | Episódio "Escape"                       |
| 1998 | Legionário                                 |                                         |
| 2000 | As aventuras extremas de Super Dave        |                                         |
| 2001 | O Império Perdido                          | Minissérie de TV                        |

### Como produtor
| Ano  | Filme                           | Notas              |
| ---- | ------------------------------- | ------------------ |
| 1989 | Tango & Cash                    | Produtor executivo |
| 1990 | Ponte Graffiti                  | Produtor executivo |
| 1996 | A Busca                         | Produtor executivo |
| 1998 | Legionário                      | Produtor           |
| 2005 | Harry Potter e o Cálice de Fogo | Co-produtor        |

### Como operador de câmera
| Ano  | Filme                              |
| ---- | ---------------------------------- |
| 1972 | Cabaré                             |
| 1974 | Assassinato no Expresso do Oriente |
| 1974 | Zardoz                             |
| 1975 | O Retorno da Pantera Cor de Rosa   |
| 1978 | Super-Homem                        |
| 1980 | Super-Homem II                     |
| 1983 | Yentl                              |
| 1985 | Lenda                              |

### Como diretor de fotografia
| Ano  | Filme           |
| ---- | --------------- |
| 1986 | Solarbabies     |
| 1987 | Hamburguer Hill |
| 1989 | Shag            |

### Como diretor de segunda unidade
| Ano  | Filme                                              |
| ---- | -------------------------------------------------- |
| 1979 | Zulu Dawn                                          |
| 1981 | Dragonslayer                                       |
| 1981 | Excalibur                                          |
| 1985 | Rambo 2 - A Missão                                 |
| 1986 | Labyrinth                                          |
| 1987 | Cry Freedom                                        |
| 1989 | Batman                                             |
| 1989 | Tango & Cash                                       |
| 1992 | Radio Flyer                                        |
| 1996 | The Quest                                          |
| 1997 | Batman & Robin                                     |
| 2002 | Harry Potter e a Câmara Secreta                    |
| 2004 | Harry Potter e o Prisioneiro de Azkaban            |
| 2005 | Harry Potter e o Cálice de Fogo                    |
| 2006 | Eragon                                             |
| 2007 | A Bússola de Ouro                                  |
| 2007 | O Ultimato Bourne                                  |
| 2009 | X-Men Origens: Wolverine                           |
| 2010 | Percy Jackson & the Olympians: The Lightning Thief |
| 2013 | Jack the Giant Slayer                              |
| 2014 | Guardiões da Galáxia                               |

### Como fotógrafo de segunda unidade
| Ano  | Filme             |
| ---- | ----------------- |
| 1979 | Zulu Dawn         |
| 1981 | Excalibur         |
| 1985 | Rambo 2: A Missão |
| 1986 | Labyrinth         |
| 1987 | Cry Freedom       |
| 1989 | Batman            |